# Ankou, Gansu
Ankou (kinesiska: 安口) är en köping i nordvästra Kina. Den ligger i staden Huating i Pingliang i provinsen Gansu, omkring 280 kilometer öster om provinshuvudstaden Lanzhou. Antalet invånare är 30 221. Befolkningen består av 14 401 kvinnor och 15 815 män. Barn under 15 år utgör 14,0 %, vuxna 15-64 år 76 %, och äldre över 65 år 8,0 %.